# Pascal Siakam
Pascal Siakam (Douala, 2 april 1994) is een Kameroens basketballer.

## Carrière
Siakam speelde collegebasketbal voor de New Mexico State Aggies van 2013 tot 2016. Hij stelde zich in 2016 kandidaat voor de NBA draft waar hij als 27e in de eerste ronde gekozen door de Toronto Raptors. In zijn eerste seizoen tussen februari en april werd hij meermaals uitgeleend aan Raptors 905 hun opleidingsploeg en werd met hen NBA D-League-kampioen en verkozen tot NBA D-League Finals MVP. In zijn eerste seizoen speelde hij 55 wedstrijden voor de Raptors. In zijn tweede seizoen speelde hij maar in een wedstrijd niet maar kon nog geen basisplaats veroveren. Pas in zijn derde seizoen wist Siakam een basisplaats te veroveren. Hij werd in dat seizoen ook kampioen met de Raptors en verkozen tot NBA Most Improved Player.
In het daaropvolgende seizoen 2019/20 werd Siakam voor een eerste keer verkozen tot NBA All-Star en aan het einde van het seizoen kreeg hij een All-NBA Second Team selectie.  In het seizoen 2020/21 ging het minder goed door een aantal blessures. In het seizoen 2021/22 werd hij aan het eind verkozen tot All-NBA Third Team. Hij werd in 2023 voor een tweede keer verkozen tot NBA All-Star. In januari 2024 werd hij geruild naar de Indiana Pacers voor Bruce Brown, Jordan Nwora en Kira Lewis Jr.

## Erelijst
- NBA-kampioen: 2019
- NBA All-Star: 2020, 2023
- All-NBA Second Team: 2020
- All-NBA Third Team: 2022
- NBA Most Improved Player: 2019
- NBA D-League-kampioen: 2017
- NBA D-League Finals MVP: 2017

## Statistieken

### Regulier seizoen
| Seizoen  | Team            | WG  | WS  | MPW  | 2P%  | 3P%  | FW%  | RPW | APW | SPW | BPW | PPW  |
| -------- | --------------- | --- | --- | ---- | ---- | ---- | ---- | --- | --- | --- | --- | ---- |
| 2016/17  | Toronto Raptors | 55  | 38  | 15,6 | 50,2 | 14,3 | 68,8 | 3,4 | 0,3 | 0,5 | 0,8 | 4,2  |
| 2017/18  | Toronto Raptors | 81  | 5   | 20,7 | 50,8 | 22,0 | 62,1 | 4,5 | 2,0 | 0,8 | 0,5 | 7,3  |
| 2018/19  | Toronto Raptors | 80  | 79  | 31,9 | 54,9 | 36,9 | 78,5 | 6,9 | 3,1 | 0,9 | 0,7 | 16,9 |
| 2019/20  | Toronto Raptors | 60  | 60  | 35,2 | 45,3 | 35,9 | 79,2 | 7,3 | 3,5 | 1,0 | 0,9 | 22,9 |
| 2020/21  | Toronto Raptors | 56  | 56  | 35,8 | 45,5 | 29,7 | 82,7 | 7,2 | 4,5 | 1,1 | 0,7 | 21,4 |
| 2021/22  | Toronto Raptors | 68  | 68  | 37,9 | 49,4 | 34,4 | 74,9 | 8,5 | 5,3 | 1,3 | 0,6 | 22,8 |
| 2022/23  | Toronto Raptors | 71  | 71  | 37,4 | 48,0 | 32,4 | 77,4 | 7,8 | 5,8 | 0,9 | 0,5 | 24,2 |
| Carrière | Carrière        | 471 | 377 | 30,6 | 48,7 | 32,7 | 77,4 | 6,5 | 3,5 | 0,9 | 0,7 | 17,0 |
| All-Star | All-Star        | 2   | 1   | 16,3 | 72,2 | 0,0  | 50,0 | 6,5 | 2,0 | 0,5 | 0,0 | 13,5 |

### Play-offs
| Seizoen  | Team            | WG | WS | MPW  | 2P%  | 3P%  | FW%  | RPW | APW | SPW | BPW | PPW  |
| -------- | --------------- | -- | -- | ---- | ---- | ---- | ---- | --- | --- | --- | --- | ---- |
| 2016/17  | Toronto Raptors | 2  | 0  | 5,0  | 0,0  | —    | —    | 1,5 | 0,5 | 0,5 | 0,0 | 0,0  |
| 2017/18  | Toronto Raptors | 10 | 0  | 17,9 | 61,0 | 75,0 | 65,0 | 3,6 | 0,8 | 0,1 | 0,6 | 6,6  |
| 2018/19  | Toronto Raptors | 24 | 24 | 37,1 | 47,0 | 27,9 | 75,9 | 7,1 | 2,8 | 1,0 | 0,7 | 19,0 |
| 2019/20  | Toronto Raptors | 11 | 11 | 38,0 | 39,6 | 18,9 | 71,7 | 7,5 | 3,8 | 1,1 | 0,4 | 17,0 |
| 2021/22  | Toronto Raptors | 6  | 6  | 43,3 | 47,7 | 23,5 | 86,1 | 7,2 | 5,8 | 1,2 | 1,0 | 22,8 |
| Carrière | Carrière        | 53 | 41 | 33,2 | 45,9 | 25,8 | 75,7 | 6,3 | 2,9 | 0,8 | 0,6 | 15,9 |

1 McCaw ·
2 Leonard ·
3 Anunoby ·
7 Lowry ·
8 Loyd ·
9 Ibaka ·
13 Miller ·
14 Green ·
15 Moreland ·
17 Lin ·
20 Meeks ·
23 VanVleet ·
24 Powell ·
25 Boucher ·
33 Gasol ·
43 Siakam ·
Coach Nurse